# Christian Doppler
Pour les articles homonymes, voir Doppler.
Christian Doppler (/ˈkʁɪs.ti̯an ˈdɔp.lɐ/ ; Salzbourg, 29 novembre 1803 - Venise, 17 mars 1853) est un mathématicien et physicien autrichien, célèbre pour sa découverte de l'effet Doppler.

## Biographie
Christian Doppler, fils d'un maître-tailleur de pierre de Salzbourg, fut professeur de mathématiques et de physique dans divers établissements d'Autriche et finalement à l'université de Vienne
En 1822-1823 Doppler étudie la physique et les mathématiques à Salzbourg et à l'Institut polytechnique de Vienne où il est nommé professeur assistant de mathématiques en 1829. Ce poste n'étant pas renouvelé et il envisage un temps une émigration vers les États-Unis. Il est ensuite professeur de mathématiques (1835) puis professeur de mathématiques et de géométrie pratique (1841) à l'université de Prague. Il est nommé consultant minier puis enseigne à partir d'octobre 1847 à l'Académie royale hongroise des mines de Selmec jusqu'en 1849. Professeur à l'Institut polytechnique de Vienne, l'empereur François-Joseph le nomme en 1850 directeur du tout nouvel Institut de physique de l'université de Vienne : il devient ainsi le premier professeur de physique expérimentale d'Autriche. Affecté d'une silicose, il est largement secondé par sa femme dans son activité scientifique et didactique, mais il quitte ses fonctions en 1852 pour se retirer à Venise, alors cité portuaire de l'Empire autrichien. Malgré la douceur du climat de l'Adriatique, il meurt quelques mois plus tard.
Disparu prématurément, il ne put connaître les avancées réalisées par ses contemporains Bunsen et Kirchhoff ; mais il avait découvert une nouvelle méthode de mesure fondée sur la physique ondulatoire : l'effet Doppler.

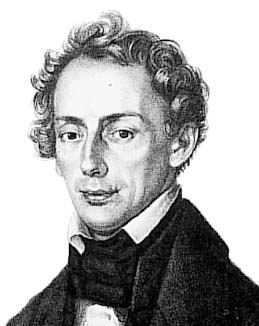
Christian Doppler 1803-1853
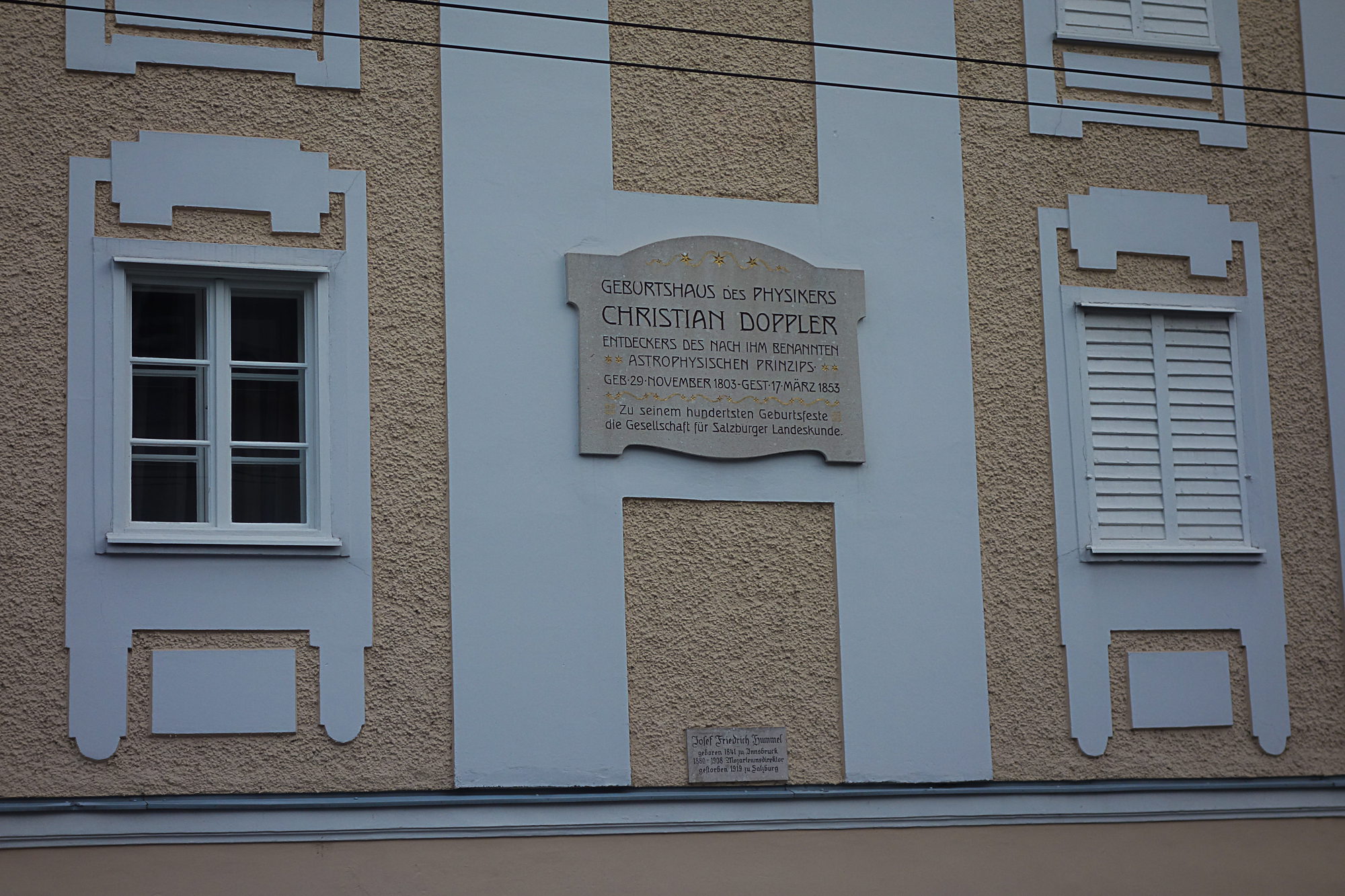
Maison natale de Christian Doppler à Salzbourg.
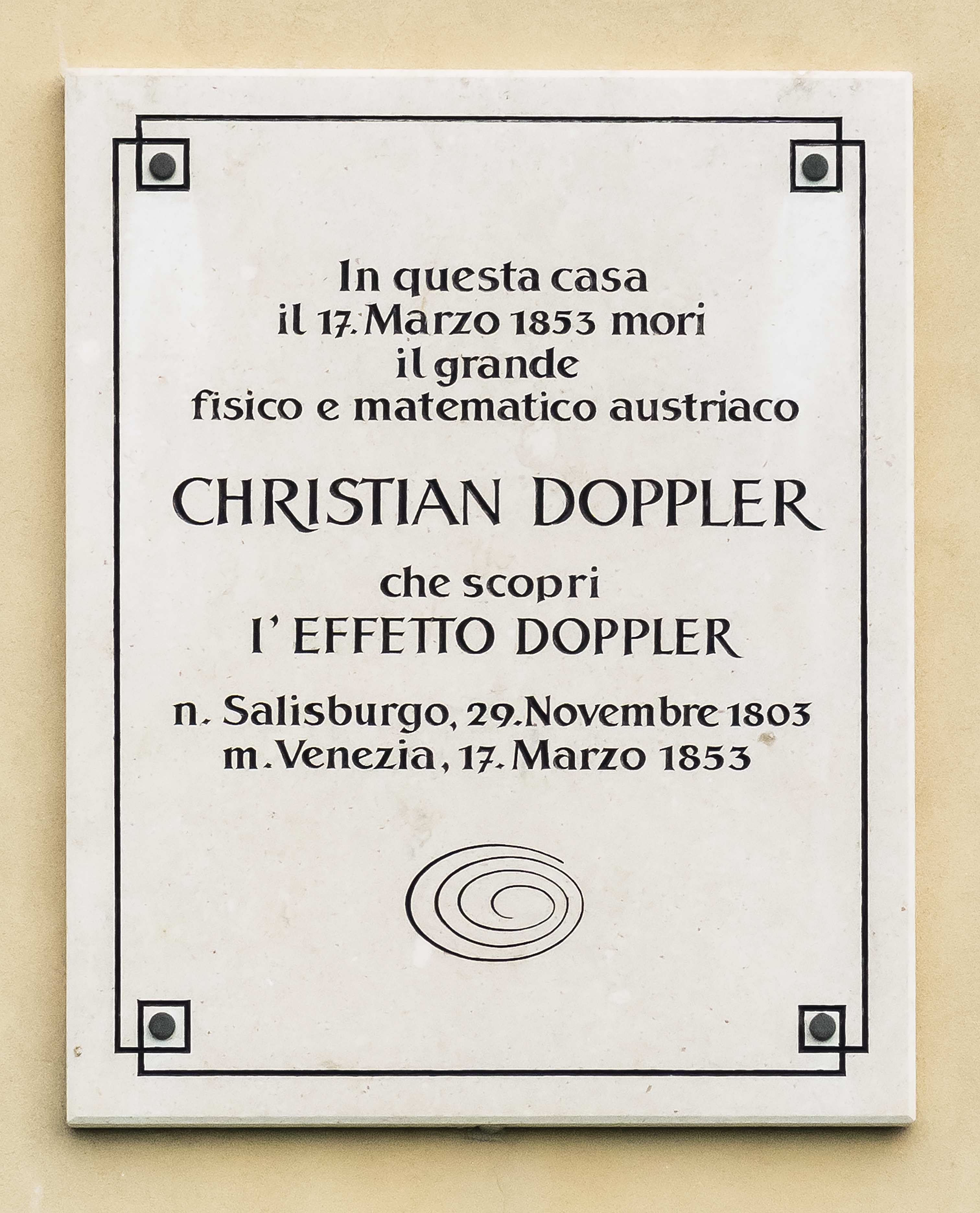
Plaque commémorative sur le lieu de son décès à Venise

## L'œuvre scientifique
Son travail scientifique concerne principalement l'optique (amélioration du microscope à chambre claire, du spectromètre) et ses applications à l'astronomie.

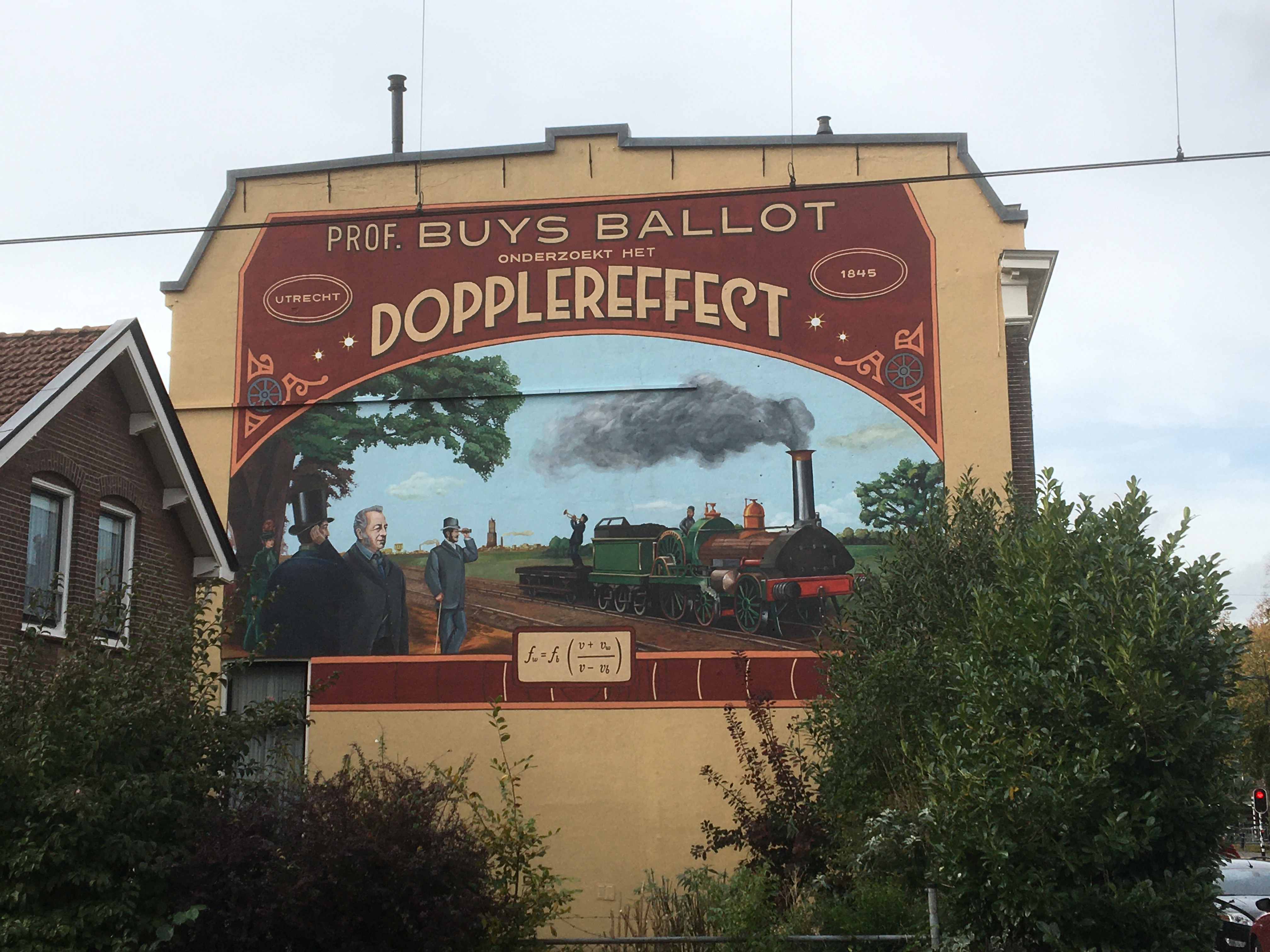
L'effet Doppler avait été vérifié expérimentalement près d'Utrecht en 1845.

Lorsqu'un astre se déplace, ses raies spectrales sont également décalées.

### L'effet Doppler
L'effet Doppler est une relation reliant le déplacement relatif de la source ou du récepteur d'une onde, par rapport à la direction de propagation de l'onde. Si source et récepteur se déplacent lentement relativement à la vitesse de propagation de l'onde, l'effet mesure essentiellement la vitesse d'éloignement source-observateur : leur éloignement produit une augmentation apparente de la longueur d'onde. Cet effet a été analysé et interprété d'abord sur des ondes sonores, à savoir le sifflet d'une locomotive lancée à pleine vitesse (cf. la vérification expérimentale du Néerlandais Buys Ballot en 1845) ; le son était d'abord plus aigu quand la source se rapprochait de l'observateur, et devenait plus grave quand ensuite elle s'en éloignait. Dans le cas de la lumière, au lieu d'une variation de hauteur, l'éloignement entre la source lumineuse et l'observateur produit un décalage des raies spectrales. Du fait de la valeur énorme de la vitesse de la lumière, la vitesse d'éloignement doit être elle-même suffisamment élevée pour que le décalage spectral soit perceptible ; c'est pourquoi on ne put d'abord exploiter cette méthode qu'avec les corps célestes, animés eux-mêmes de vitesses élevées. Buys Ballot et d'autres montrèrent même que l'effet Doppler n'a pas d'influence significative sur la couleur apparente des étoiles.

### Applications
La publication la plus célèbre de C. Doppler a été présentée le 25 mai 1842 devant la Société royale des sciences de Bohême et a pour titre Sur la lumière colorée des étoiles doubles et d'autres étoiles du ciel, utilisant l'effet Doppler. Ses calculs étaient erronés, le décalage réel de la fréquence lumineuse étant trop faible pour pouvoir être détecté à l'époque. En 1846, Doppler publie une correction de son travail initial où il tient compte des vitesses relatives de la source de lumière et de l'observateur.
Mais une fois que Kirchhoff et Bunsen eurent identifié avec certitude les raies présentes dans le spectre des astres comme celles d'éléments chimiques déterminés, il devint possible d'interpréter les observations spectrales des astres. Connaissant la position des raies de chaque élément présent dans une étoile dans son spectre au repos, réputées identiques à celles des mêmes éléments observés sur terre, le décalage permettait de calculer la vitesse d'éloignement de l'astre. On connut ainsi dès les années 1920 la vitesse   radiale de milliers d'astres et de nébuleuses, ouvrant la voie à un classement de leurs distances par rapport au système solaire et, à terme, à la découverte de la loi d'expansion par Edwin Hubble.
L'application de la spectroscopie allait même relancer l'étude des étoiles doubles : c'est par cette technique qu'on en découvrit ensuite plusieurs, indétectables avec les meilleurs télescopes de la première moitié du XXe siècle du fait de leur éloignement : le dédoublement des raies spectrales à intervalles de temps régulier donnait même la période de rotation du doublet autour de son centre de gravité et par là, une estimation des masses de ces soleils doubles. Enfin, l'effet Doppler a permis de mesurer la vitesse de sources de rayonnement en laboratoire (celles des rayons canaux).

## Honneurs
L'astéroïde (3905) Doppler porte son nom.